# Sony Alpha NEX-3
Les Sony Alpha NEX-3 sont une série d'appareil photographique hybride de monture E destiné au grand public commercialisé par Sony Alpha entre 2010 et 2014. Cette série se compose de quatre modèles : le NEX-3, le NEX-C3, le NEX-F3 et le NEX-3N. Elle est remplacée par l'appellation Sony Alpha 5000.

## NEX-3
Aucun NEX-C3
Le Sony Alpha NEX-3 est un appareil photographique hybride commercialisé par Sony en juin 2010. Il est remplacé par le NEX-C3 l'année suivante.

### Caractéristiques techniques

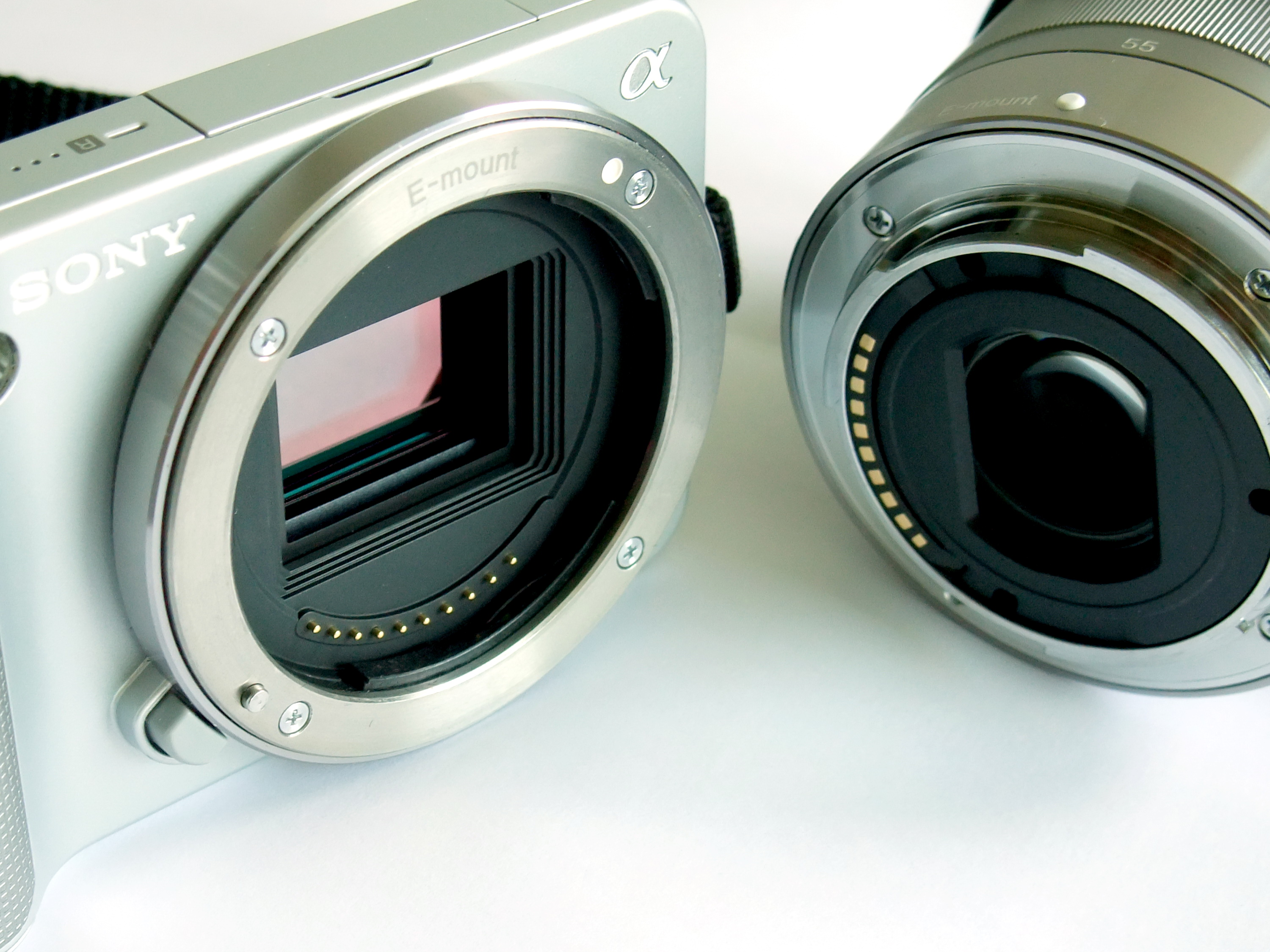
Détail de la baïonette du NEX-3.

Lors de leurs sortie, les NEX-3 et le NEX-5 sont les premiers appareils hybrides équipé de capteurs au format APS-C, ils inaugurent la gamme d'optique à monture Sony E. Par rapport au NEX-5, le NEX-3 ne possède qu'une coque en plastique, plus large avec une poignée moins marquée.
En ce qui concerne l'électronique, le NEX-3 est muni d'un capteur Sony CMOS Exmor de 14,2 mégapixels dont la sensibilité peut atteindre 12 600 ISO. Le microprocesseur Bionz, déjà utilisé sur les appareils photographiques reflex numériques de la marque s'occupe du traitement de l'image qui est affichée sur un écran LCD de 920 000 points mesurant 7,5 cm de diagonale, monté sur charnière. L'appareil peut filmer en 720p.

### Accueil
Le NEX-3 est globalement bien accueilli par la presse et par le public pour son rapport prix/performances/encombrement, bien qu'il soit éclipsé par le NEX-5 plus performant, mieux fini et plus compact.
Le site LesNumeriques lui décerne 4 étoiles, relevant en points positifs  l'écran de bonne qualité et monté sur charnière, la qualité d'image (dont la gestion du bruit), la vidéo HD 720p avec son stéréo et autofocus continu ainsi que le mode panorama. En points négatifs le site fait état d'une construction en plastique moins bonne que celle en magnésium du NEX-5, d'un démarrage lent, du manque de praticité du flash externe, d'un manque d'accès direct aux réglages et une prise en mains peu ergonomique pour certaines morphologies.

### Concurrence
Le NEX-3 fait partie du marché « débutant » ou « très-grand-public », une catégorie qui regroupe des appareils entrée de gamme très simples d'utilisation, destinés à tous les utilisateurs néophytes ou novices ; elle est très concurrentielle. Le NEX-3 est directement confronté aux reflex débutants qui comptes alors les Canon EOS 1000D, Nikon D3100 et en interne le SLT Alpha 33.

## NEX-C3
NEX-3 NEX-F3
Le Sony Alpha NEX-C3 est un appareil photographique hybride commercialisé par Sony en juin 2011. Il succède au NEX-3 et est remplacé par le NEX-F3.

### Apports

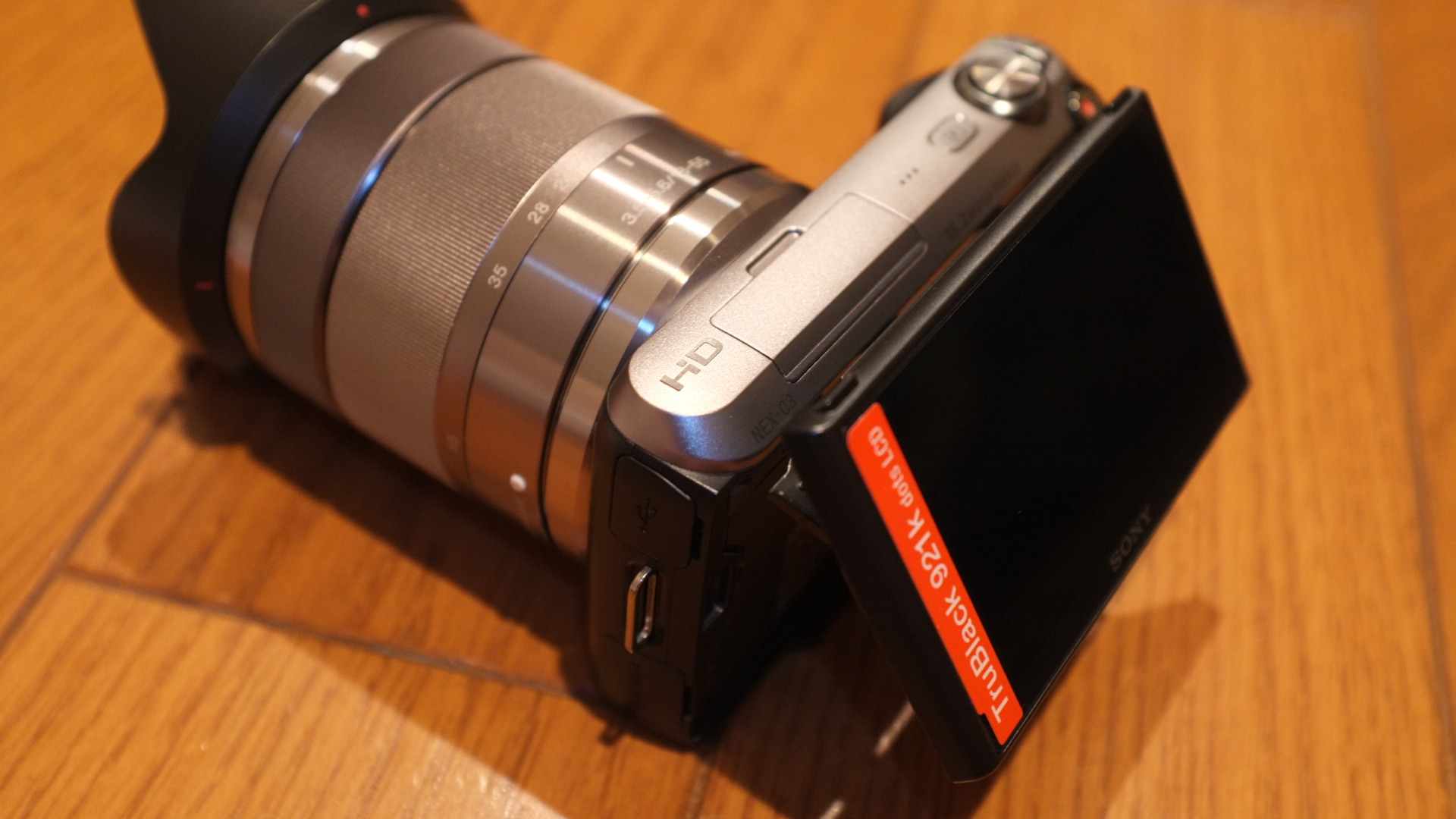
L'écran inclinable.

Par rapport au modèle précédent, le NEX-C3 apporte un design plus fin et plus arrondie pour améliorer l'ergonomie. Ces changements s'accompagnent de plusieurs évolutions techniques. La capteur passe à 16,1 mégapixels et la sensibilité augmente jusqu'à 12 800 ISO,.

## NEX-F3
NEX-C3 NEX-3N
Le Sony Alpha NEX-F3 est un appareil photographique hybride commercialisé par Sony en mai 2012. Il succède au NEX-C3 et est remplacé par le NEX-3N l'année suivante.

### Apports
Par rapport au modèle précédent, le NEX-F3 apporte un flash intégré qui se loge dans un capot proéminent. Ces changements s'accompagnent de plusieurs évolutions techniques. La sensibilité du capteur passe à 16 000 ISO. Il est désormais capable de filmer en 1080p,.

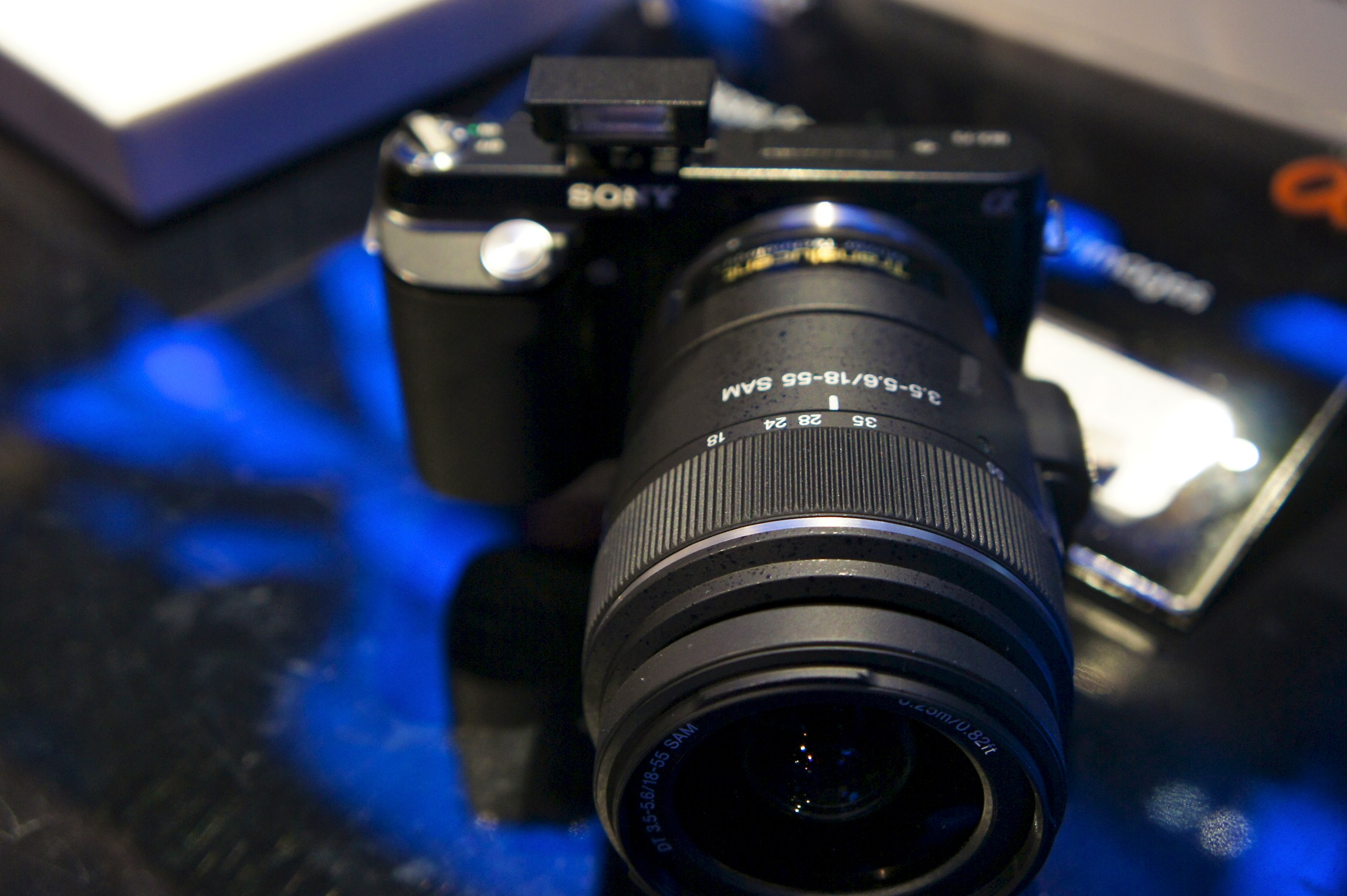
Vue de l'avant, flash déployé.
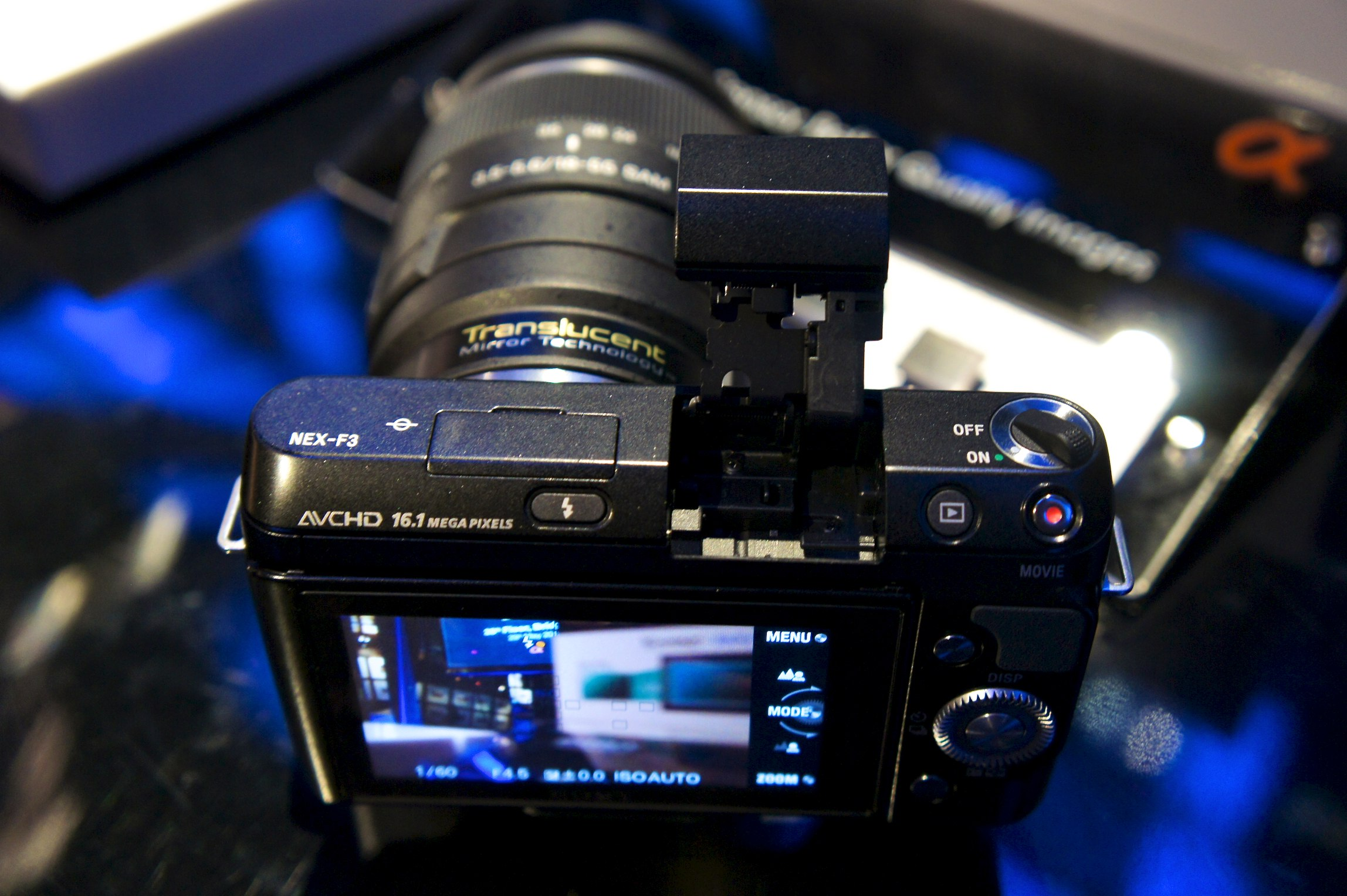
Vue de l'arrière, flash déployé.

## NEX-3N
NEX-F3 α 5000
Le Sony Alpha NEX-3N est un appareil photographique hybride commercialisé par Sony en mars 2013. Il succède au NEX-F3. Il est remplacé par l'Alpha 5000 en mars 2014 qui succède plus indirectement au NEX-5T, dont il reprend la forme générale et quelques technologies,.

### Apports
Par rapport au modèle précédent, le NEX-3N apporte un design très compact qui en fait le plus petit appareil de la gamme NEX (27% moins volumineux que le NEX-F3). La résolution de l'écran baisse à 460 000 points,.

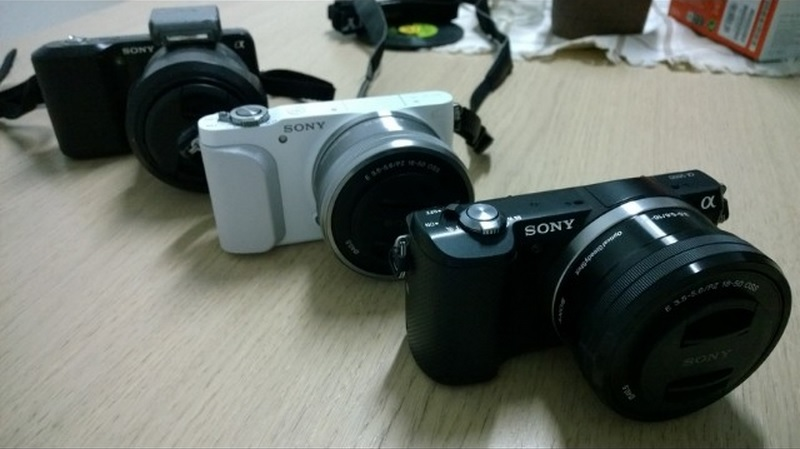
Comparaison d'un A5000 face à un NEX-3N et un NEX-3.
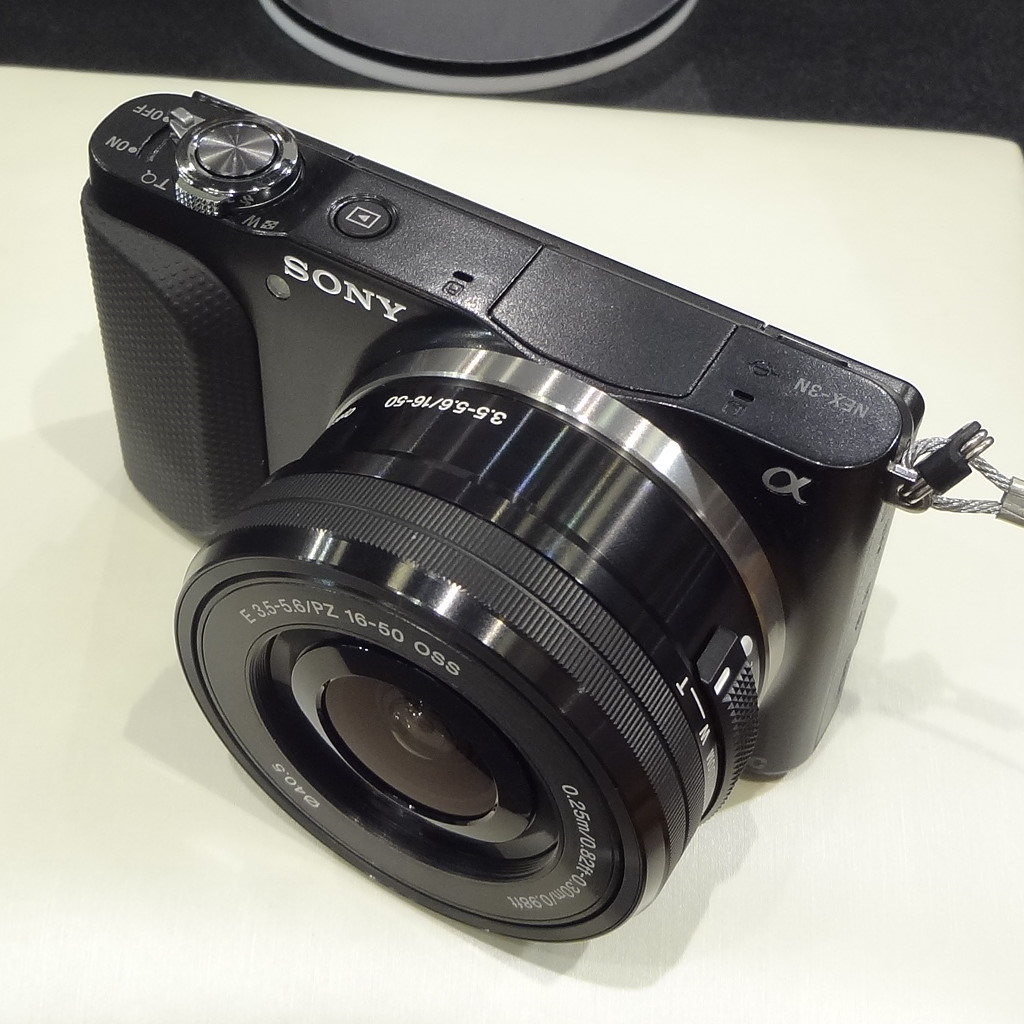
Vue avant.
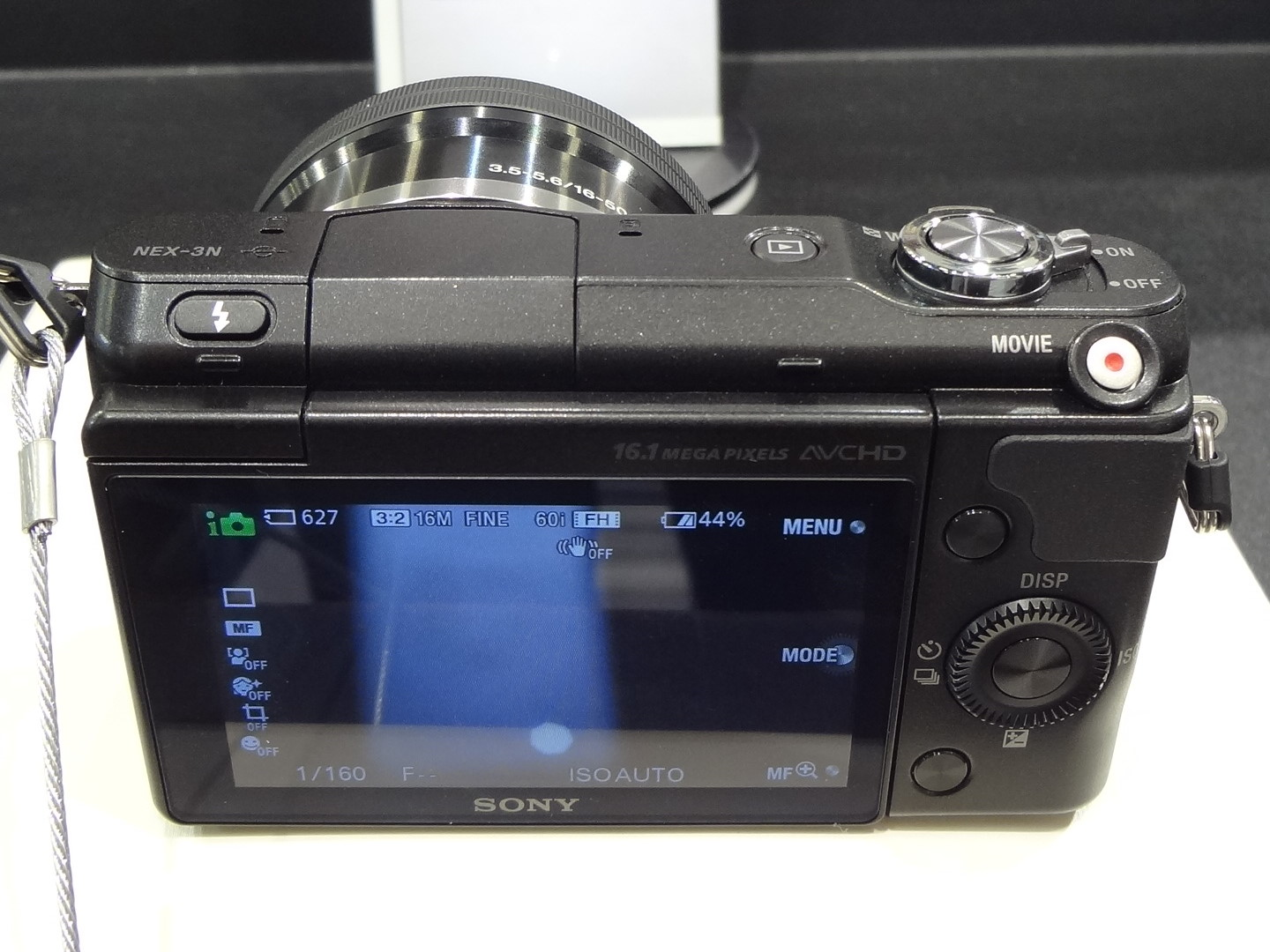
Vue arrière.